# Uvaria foetida
Uvaria foetida este o specie de plante angiosperme din genul Uvaria, familia Annonaceae, descrisă de Hipólito Ruiz López, Pav. și George Don jr. Conform Catalogue of Life specia Uvaria foetida nu are subspecii cunoscute.